# Satsumasendai
Satsumasendai (jap. 薩摩川内市 Satsumasendai-shi) – miasto w Japonii, w prefekturze Kagoshima, na wyspie Kiusiu i kilku przybrzeżnych wysepkach.

## Historia
Miasto Satsumasendai powstało 12 października 2004 roku w wyniku połączenia miasta Sendai, miasteczek Hiwaki, Iriki, Kedōin oraz Tōgō, a także wiosek Kamikoshiki, Kashima, Sato i Shimokoshiki (z powiatu Satsuma).

## Populacja
Zmiany w populacji terenu miasta w latach 1950–2015: